# أكيرا كاساي
أكيرا كاساي هو سياسي ياباني، ولد في 15 أكتوبر 1952 في طوكيو في اليابان. نشط حزبياً في الحزب الشيوعي الياباني. في الانتخابات العامة اليابانية 2017، انتخب عضو مجلس النواب الياباني ‏ عن دائرة كتلة التمثيل النسبي في طوكيو ‏ وقد انضم خلال فترته النيابية ‏ (22 أكتوبر 2017 – ) للكتلة البرلمانية الحزب الشيوعي الياباني وانتخب عضو مجلس النواب الياباني ‏ عن دائرة كتلة التمثيل النسبي في طوكيو ‏ وقد انضم خلال فترته النيابية ‏ للكتلة البرلمانية الحزب الشيوعي الياباني وانتخب عضو مجلس المستشارين ‏ (1995 – 2001).

## وصلات خارجية
- الموقع الرسمي